# Aeroportul Dibrugarh
Aeroportul Dibrugarh (IATA: DIB, ICAO: VEMN) este un aeroport din Dibrugarh⁠(d), Dibrugarh district⁠(d), Upper Assam division⁠(d), Assam, India ce deservește zona Dibrugarh⁠(d). Aeroportul a fost tranzitat în decembrie 2022 de 58.527 de pasageri. A fost numit după zona deservită.
Situat la o altitudine de 110 m, aeroportul dispune de o singură pistă. Este operat de Indian Air Force⁠(d).